# Pyrausta pygmaealis
Pyrausta pygmaealis là một loài bướm đêm trong họ Crambidae.